# Традиционный способ обмера

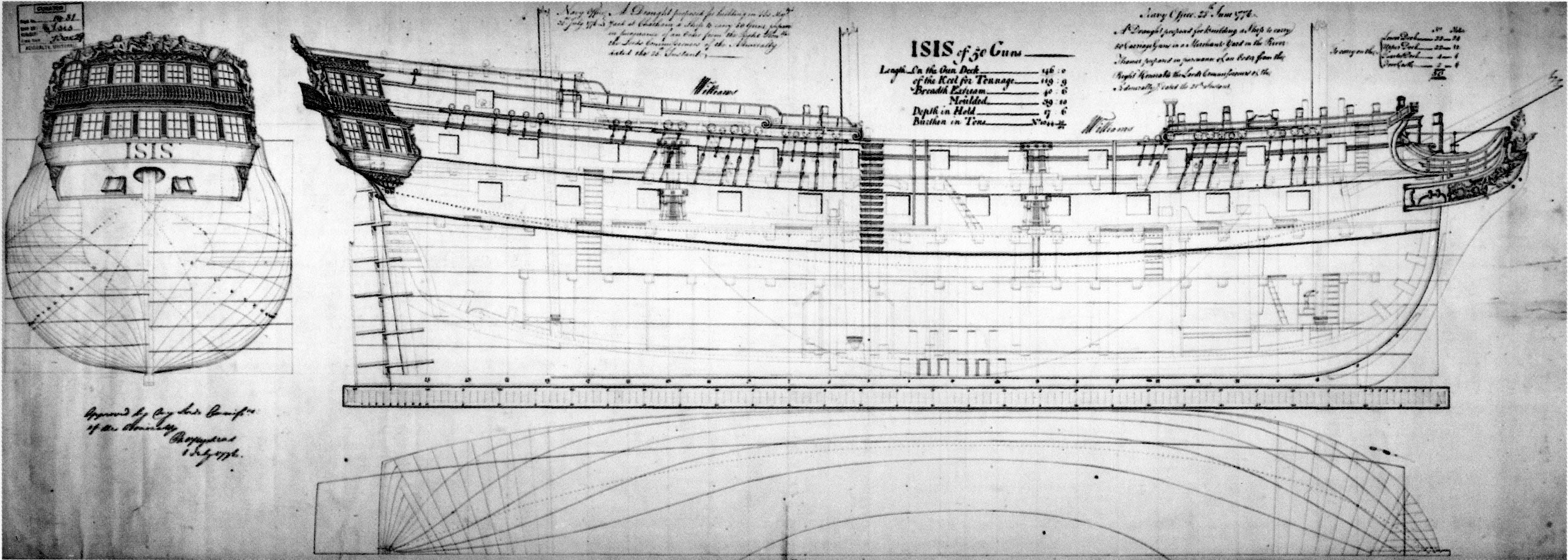
Чертежи корабля XVIII века, с указанными вверху размерениями и тоннажем

Традиционный способ обмера (реже Старый метод строителя, англ. Builder's Old Measurement, BOM) — метод приближённого расчёта (оценки) тоннажа или грузоподъёмности судна по основным измерениям, использовавшийся в Англии примерно с 1650 по 1849 год. Исходно вводился для налогообложения торговых судов, позже стал обязательным для всего британского тоннажа, частного и казённого.

## Происхождение
Поскольку методов точного расчёта тоннажа, особенно до начала постройки, не было, а нужда в оценке была, строителями применялись приближённые методы, в нескольких вариантах. Например, заказчик хотел знать, ещё не расставшись с деньгами, какие расходы его ждут сверх собственно постройки. От этого могло зависеть, какое судно заказывать.
Все методы неизбежно страдали неточностью, но всё же давали общий подход, и таким образом позволяли сравнивать суда различных размеров и типов — лучше, чем ничего. Описываемый метод состоял в оценке тоннажа по длине и максимальной ширине.
Формула имеет вид:
где:
T — тоннаж;
L — длина в футах, от форштевня до ахтерштевня;
B — максимальная ширина, в футах.
Таким образом, оценивалась грузоподъёмность судна в тоннах, то есть вес, также называемый дедвейт. Полученный тоннаж обозначался на письме с суффиксом англ. bm, или англ. tons burthen, что указывает метод вычисления.

## История и развитие
Первый налог на фрахтованные суда в Англии был введён королём Эдуардом I в 1303 году из расчёта на брутто-тонну (англ. burthen, старинный термин для брутто). Позже король Эдуард III взимал налог 3 шиллинга на каждый tun («тонну», бочку) ввозимого вина, равный современным £58,35 (используя последний год правления Эдуарда III, 1377 в качестве базового). В то время tun был вместилищем вина в 252 галлонов весом около 2240 фунтов (1020 кг). Для того, чтобы оценить облагаемую вместимость судна в «туннах», в Англии использовалась ранняя формула:
где:
L — длина (не уточняется какая), в футах
B — представляет собой ширину, в футах.
D — глубина трюма, в футах от главной палубы.
Числитель даёт внутренний объём судна, и выражается в кубических футах. Если tun принять за эквивалент 100 кубических футов, то тоннаж будет просто числом таких 100-футовых объёмных «тун».
Делитель 100 безразмерен, так что тоннаж будет выражаться в фут³ / тун.
В 1678 году кораблестроители на Темзе использовали метод по дедвейту, принимая, что нагрузка судна составляет 3/5 от его водоизмещения. Так как водоизмещение рассчитывается путём перемножения длина × ширина × осадка × коэффициент общей полноты и деления на 35 фут³ на тонну морской воды, полученная формула для дедвейта будет выглядеть так:
где:
D — осадка, принимается в ½ ширины.
DW — дедвейт, принимается в 3/5 от водоизмещения.
Коэффициент общей полноты, берётся средний 0,62
35 фут³ — объём одной тонны морской воды.
Или, раскрывая:
В 1694 году новый британский закон требовал, чтобы тоннаж для целей налогообложения рассчитывался по аналогичной формуле:
где D — глубина трюма. Эта формула оставалась в силе, пока в 1720 году не был введён Традиционный метод обмера, затем узаконенный Парламентом в 1773 году.
Формулы Традиционного способа оставались в силе до появления паровой машины. Пароходы потребовали другого метода оценки тоннажа, потому что отношение длины к ширине было больше и значительные объёмы внутри корпуса занимали котлы и машины. В 1849 году в Великобритании первым Актом о торговом флоте была введена Система Мурсома. Система названа по имени главного сюрвейера по тоннажу, Джорджа Мурсома (англ. George Moorsom).
Вместо расчёта дедвейта, по системе Мурсома вычисляют грузовместимость в кубических футах, то есть объёмную меру, а не весовую. Ёмкость в кубических футах затем делится на 100 кубических футов ёмкости на валовую тонну, в результате получают вместимость в тоннах.
К началу XX века система Мурсома была принята за основу большинства национальных регистровых систем, но из-за различий в её применении по странам, начиная с 1925 года, велись поиски единой международной системы ей на замену. Однако только в 1969 году была принята Международная конвенция IMO по обмеру. С 18 июля 1994 года вступила в полную силу её текущая версия.

## Определения глубины

### Глубина от палубы
Высота, измеренная в миделе, от нижней точки корпуса, за исключением киля, до самой верхней сплошной по всей длине корабля палубы.

### Глубина трюма
Внутреннее пространство; высота от нижней точки корпуса внутри корабля, в миделе, до подволока, который образуется верхней сплошной по всей длине палубой. Для старых военных кораблей глубину измеряли до самой нижней сплошной палубы.

### Главная палуба
Главная палуба, которая используется при измерениях глубины, обычно определяется как самая верхняя сплошная по всей длине палуба. У корабля XVI века Mary Rose, главная палуба была второй сверху сплошной палубой. В расчете тоннажа Mary Rose вместо глубины использовалась осадка.